# آنتونی رانیری
آنتونی رانیری (انگلیسی: Antony Ranieri؛ زادهٔ ۲۱ ژوئن ۱۹۹۷) بازیکن فوتبال اهل فرانسه است.
از باشگاه‌هایی که در آن بازی کرده‌است می‌توان به باشگاه فوتبال نیس اشاره کرد.
وی همچنین در تیم ملی فوتبال France U16 بازی کرده‌است.